# Перейри

Герб

Пере́йри (порт. Pereira) — португальський шляхетний рід галісійського походження. Відомий з 2-ї половини ХІІ століття. Володарі маєтку Перейра в Північній Португалії, на території сучасної парафії Ежмеріш муніципалітету Віла-Нова-де-Фамалікан. Походить від першого володаря цього маєтку, португальського лицаря Руя Перейри (1170—?), молодшого сина галісійського шляхтича Гонсало де Палмейри (?—1177), що був мажордомом португальської графині Терези Леонської. Старший син Руя — Педру Перейра працював управителем Візеу і Транкозу (1280), за правління короля Дініша. Онук Педру — Гонсалу був єпископом еворським (1321), лісабонським (1322—1326) та архієпископом бразьким (1326—1348). Бастард архієпископа — Алвару вступив до Ордену госпітальєрів, був кратуським пріором. Його позашлюбний син — Нуну (1360—1431), конетабль і мажордом Португалії, що відзначився у битві при Алжубарроті, став найвідомішим представником роду, національним героєм країни. Донька Нуну — Беатріш була дружиною браганського герцога Афонсу І, співзасновницею Браганського дому. Родовий герб — на червоному щиті срібний Авіський хрест з просвітами. Також — Перейрівський дім (порт. Casa da Pereira).

## Родинні зв'язки
- Авіська династія, Браганський дім
  1. Афонсу (1377—1461), герцог Браганський (1442—1461) ∞ Беатриса (1380—1412), донька барселуського графа Нуну Перейри

## Галерея

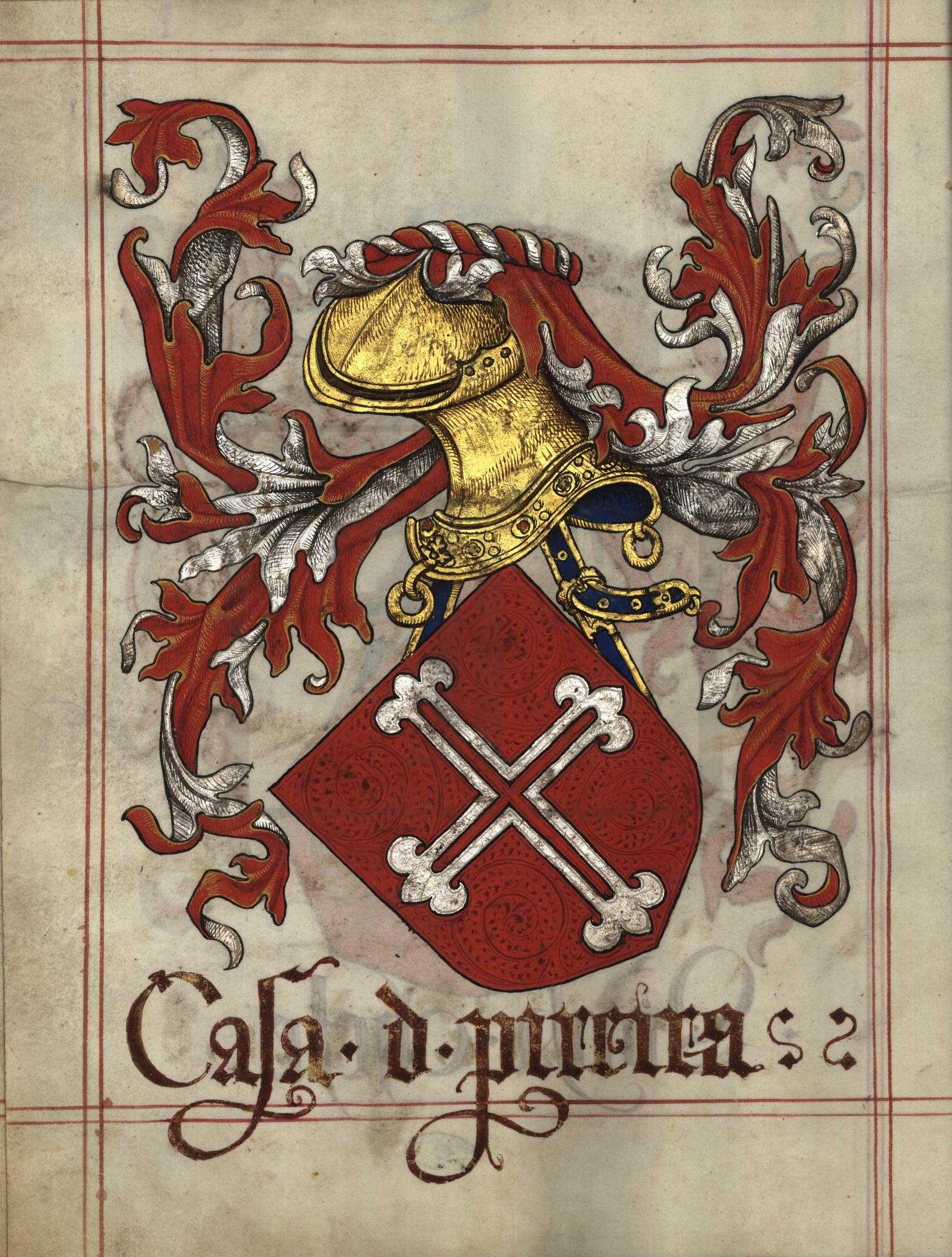
Герб «Livro do Armeiro-Mor»
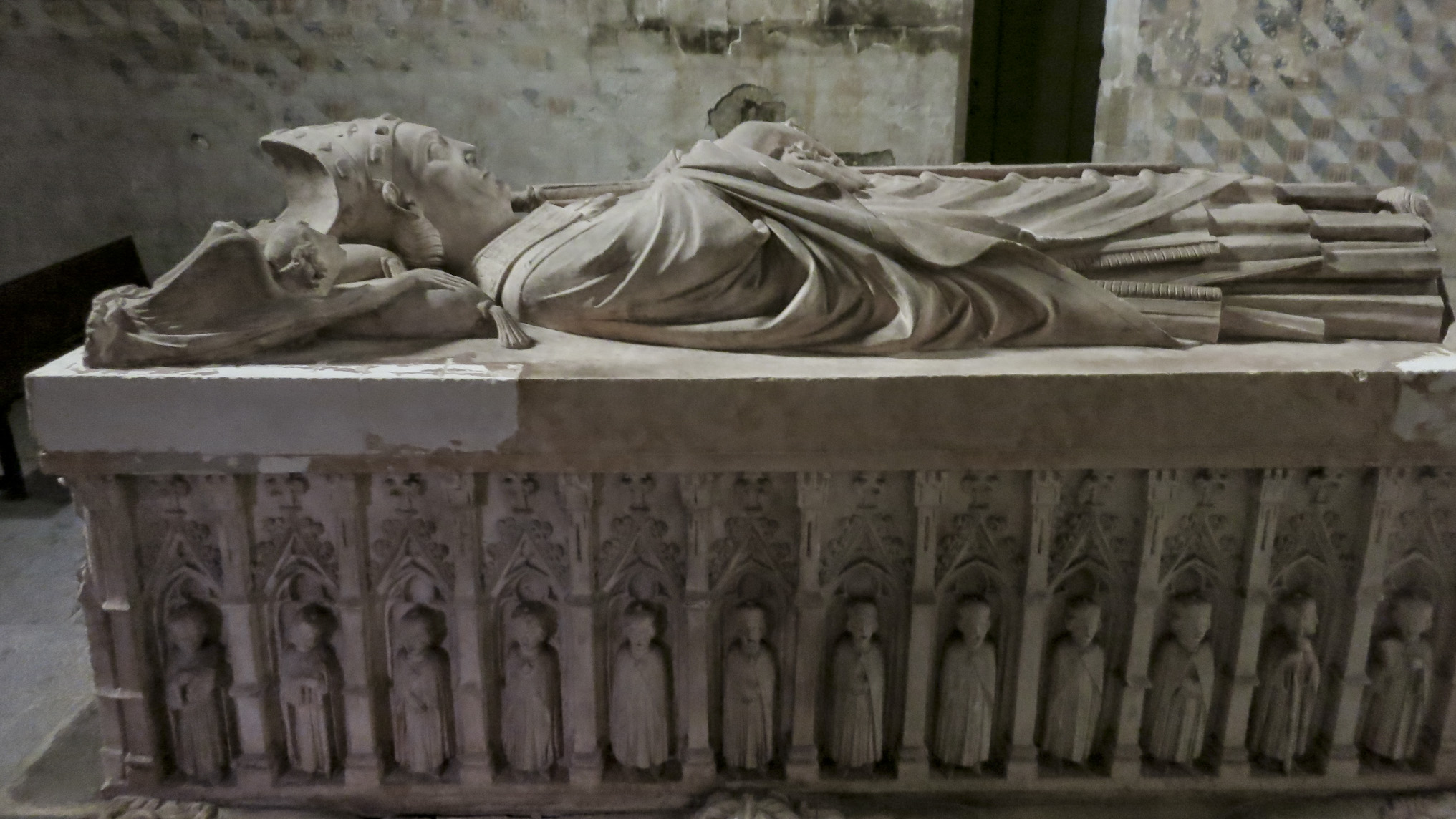
Саркофаг Гонсалу Бразький собор
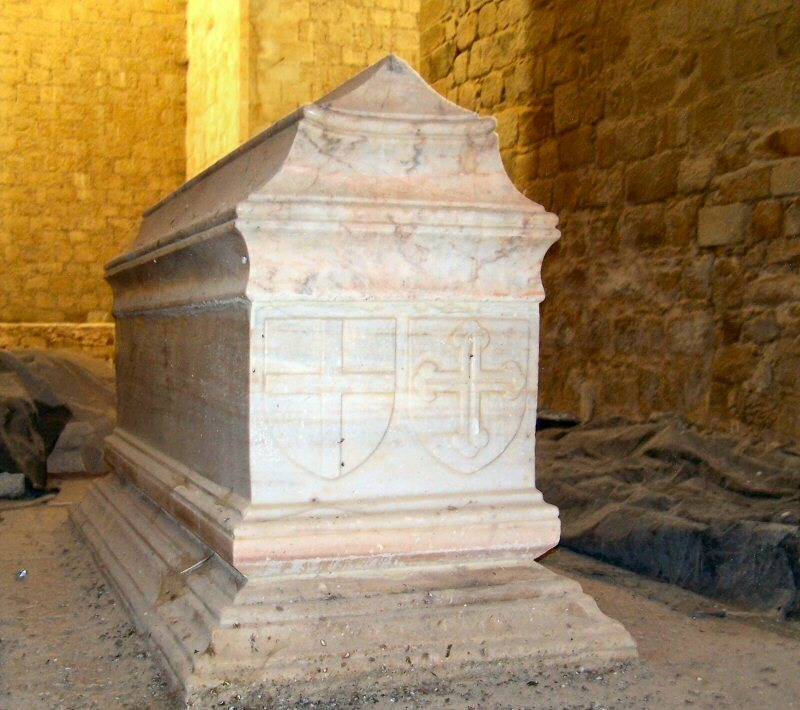
Могила Алвару Флорський монастир
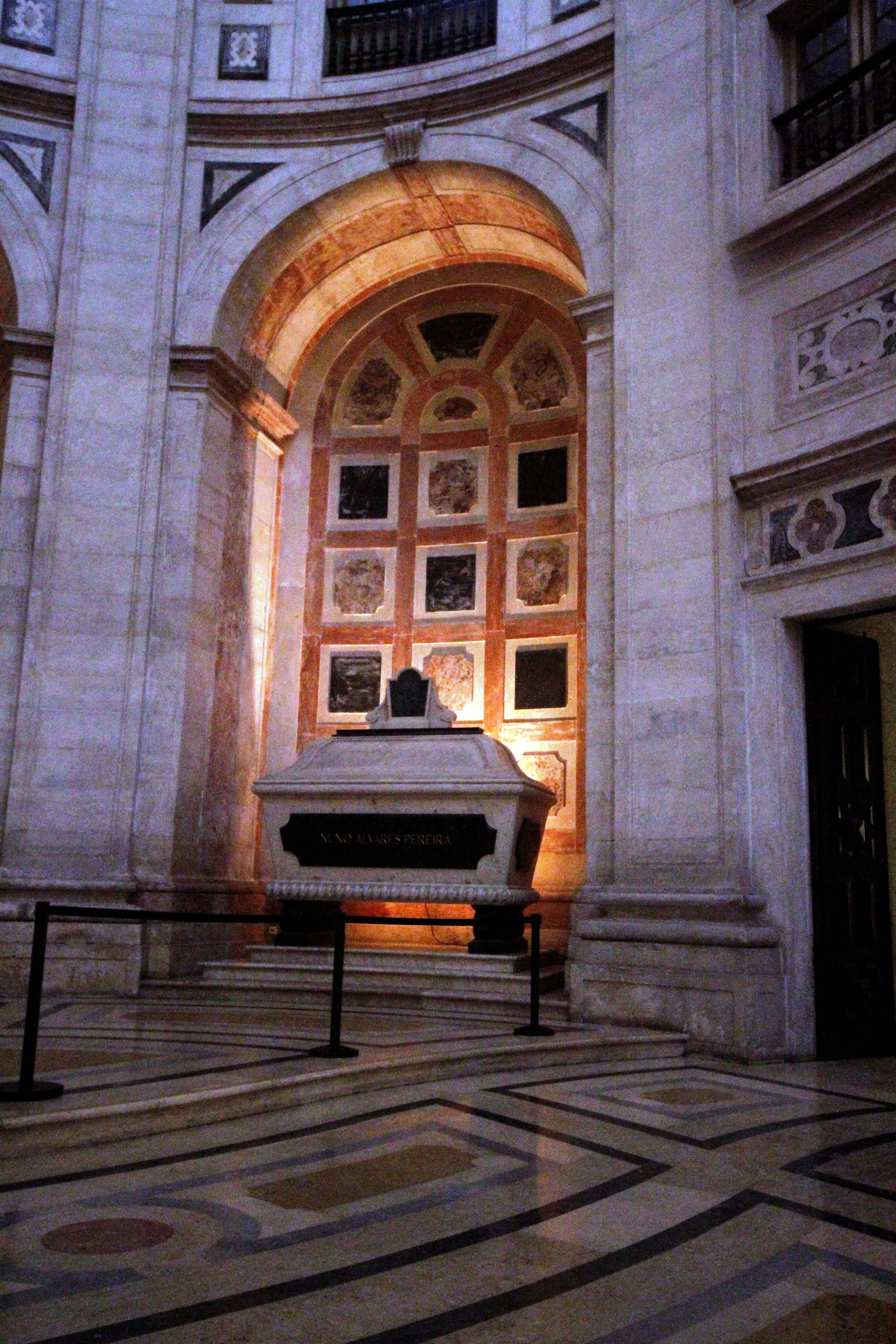
Кентотаф Нуну Національний Пантеон